# تريكوبوس سيلاني
تريكوبوس سيلاني (بالإنجليزية: Trichopus zeylanicus)‏ هو نبات عشبي صغير ينتمي لجنس تريشوبسولا يوجد من جنسه إلا نوعان. تم تصنيفه في السابق ضمن فصيلة خاصة به هي الديسقورية، ولكنه الآن مدرج ضمن فصيلة الديسقورية. يبلغ طول الأوراق حوالي 20 سنتيمتر (7.9 بوصة) وتنمو من جذمور. يمكن أن يختلف شكل الأوراق بشكل كبير حتى في مكان واحد، ولكن الشكل الأكثر شيوعًا هو شكل القلب. تنمو العشبة على التربة الرملية بالقرب من الأنهار والجداول في الأماكن المظللة في الغابات المنخفضة والمتوسطة الارتفاع. تزهر طوال العام ويُعتقد أن ثمارها تنتشر عن طريق الماء. زهورها غير عادية وذات لون أسود أرجواني.

## مجال انتشارها
ينمو تريكوبوس سيلاني في ماليزيا وسنغافورة وسريلانكا وتايلاند وجبال جاتس الجنوبية الغربية في جنوب الهند.

## الطب التقليدي
استخدم مجتمع كاني القبلي نبات تريكوبوس سيلاني لعدة قرون في سلاسل جبال أجاستيا كودام في ولاية كيرالا في الهند وذلك لخصائصه الطبية.
في ديسمبر 1987، اكتشف العلماء الهنود الخصائص الطبية لنبات تريكوبوس سيلاني في رحلة علمية إلى تلال أغاستيا الواقعة في جبال الغات الغربية. لاحظ العلماء أن مرشديهم من قبيلة "كاني" كانوا يتمتعون بحيوية ونشاط لافتين على عكسهم. سار المرشدون مع العلماء لساعات طويلة، غير أنهم كانوا يتناولون ثمار نبات بري يُعرف باسم تريكوبوس سيلاني أثناء المشي. وتبين من أفراد قبيلة كاني أن هذه الثمار تحديدًا هي التي تمنحهم الطاقة، وهي حقيقة معروفة بين أفراد القبيلة منذ أجيال. كان أفراد القبيلة يطلقون على النبات اسم "شاثان كالانجي"، والذي يعني حرفيًا "مُدمر الشيطان". أما الاسم الأكثر شيوعًا للنبات فكان "أروغيا باتشا" (ويعني حرفيًا "الأخضر الذي يمنح القوة") الذي أُطلقه العلماء عليه.
أظهرت التحقيقات الكيميائية والدوائية التفصيلية أن أوراق النبات تحتوي على جليكوسيدات الفلافونويد والجليكوليبيدات وبعض المركبات غير الستيرويدية الأخرى. وفي مقالة نشرت في www.ijpcbs.com أظهرت الأنشطة المضادة للبكتيريا والفطريات لمستخلص الأوراق ضد 8 سلالات بكتيرية و8 سلالات فطرية (مانزا وساج، 2013)
أظهرت الدراسات الكيميائية والصيدلانية أن أوراق النبات تحتوي على جليكوسيدات الفلافونويد، والجليكوليبيدات، وبعض المركبات الأخرى غير الستيرويدية. وقد بينت مقالة منشورة على موقع www.ijpcbs.com الخصائص المضادة للبكتيريا والفطريات في مستخلص الأوراق ضد 8 سلالات بكتيرية و8 سلالات فطرية (منزا وساج، 2013).

## القضايا القانونية
تسبب الاهتمام التجاري والعلمي بهذا النبات في الهند بإثارة شكوك مضللة حول القرصنة البيولوجية في سريلانكا، حيث يطلق عليه اسم بيمبول، وثد تم حظر تصدير النبات في عام 1998.

## معرض الصور

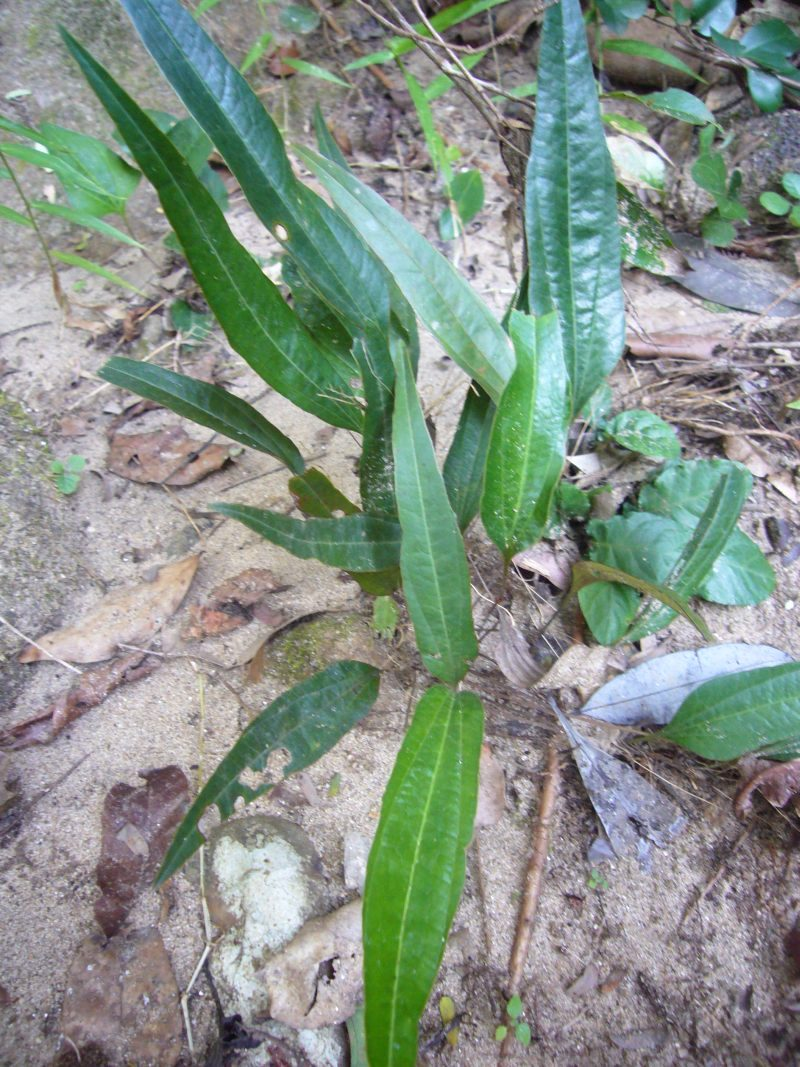
نوع الورقة لانسولات، نيلاجالا، سريلانكا
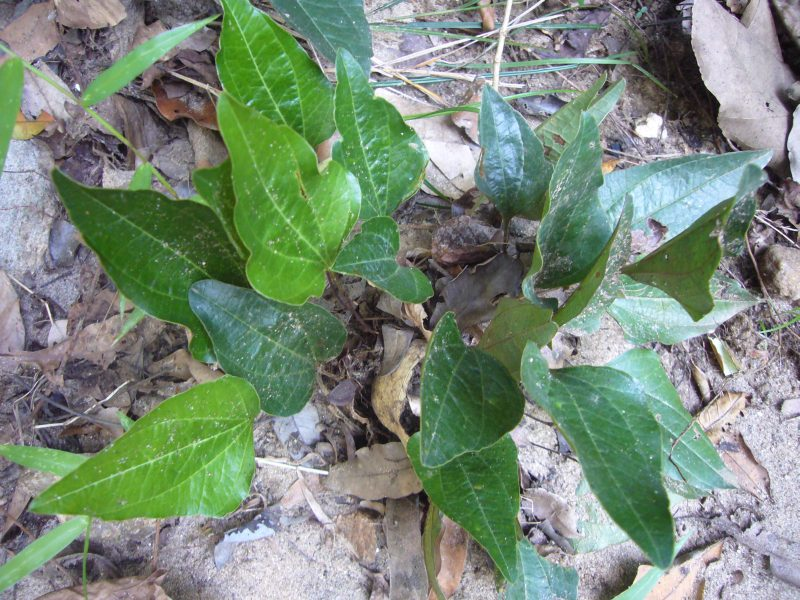
نوع الورقة الحبدية، نيلاجالا، سريلانكا
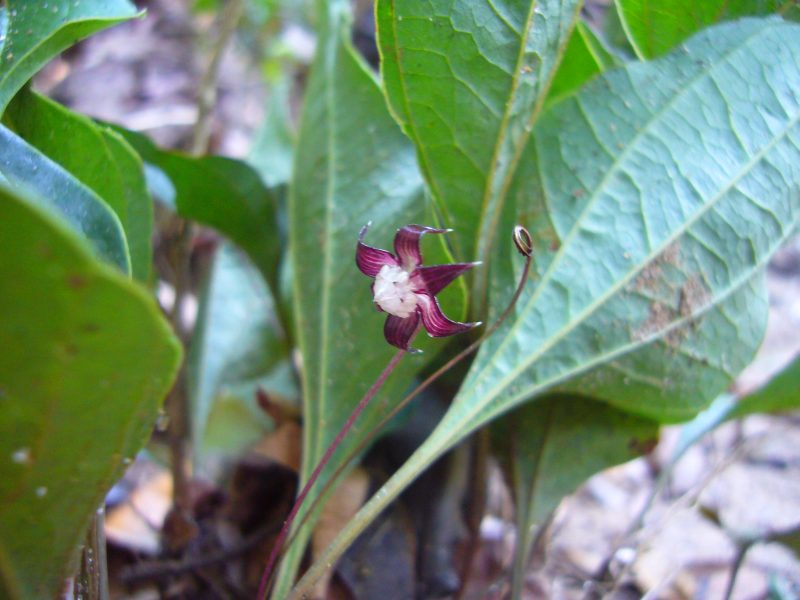
مع الزهرة، من الجانب، نيلاجالا، سريلانكا
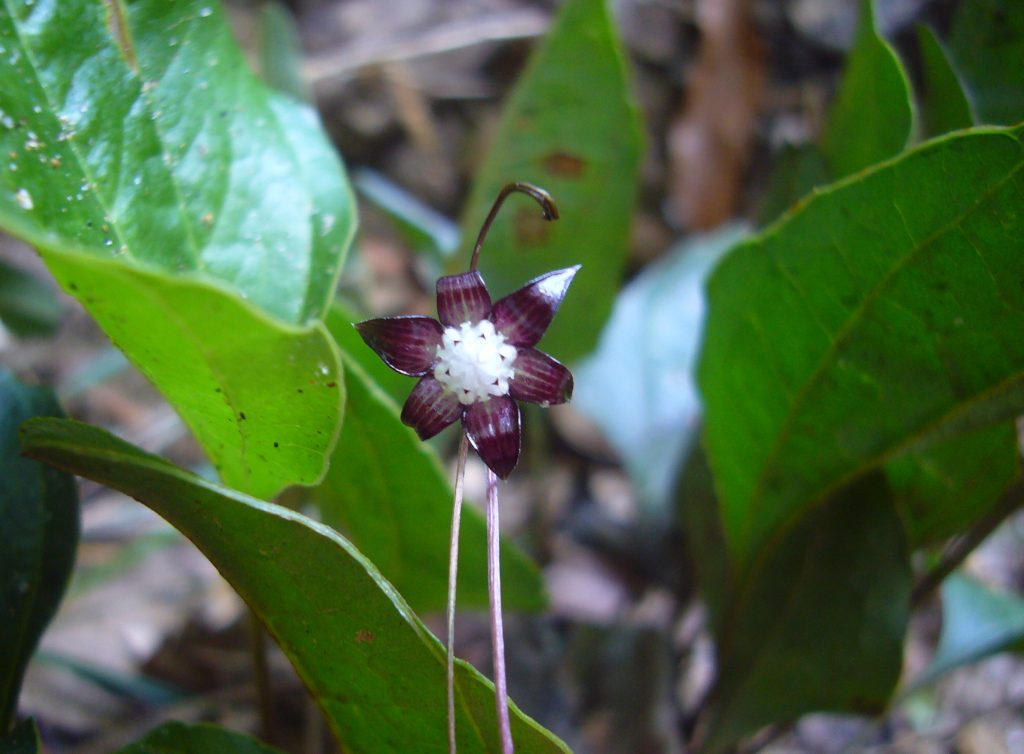
مع زهرة، نيلاجالا، سريلانكا
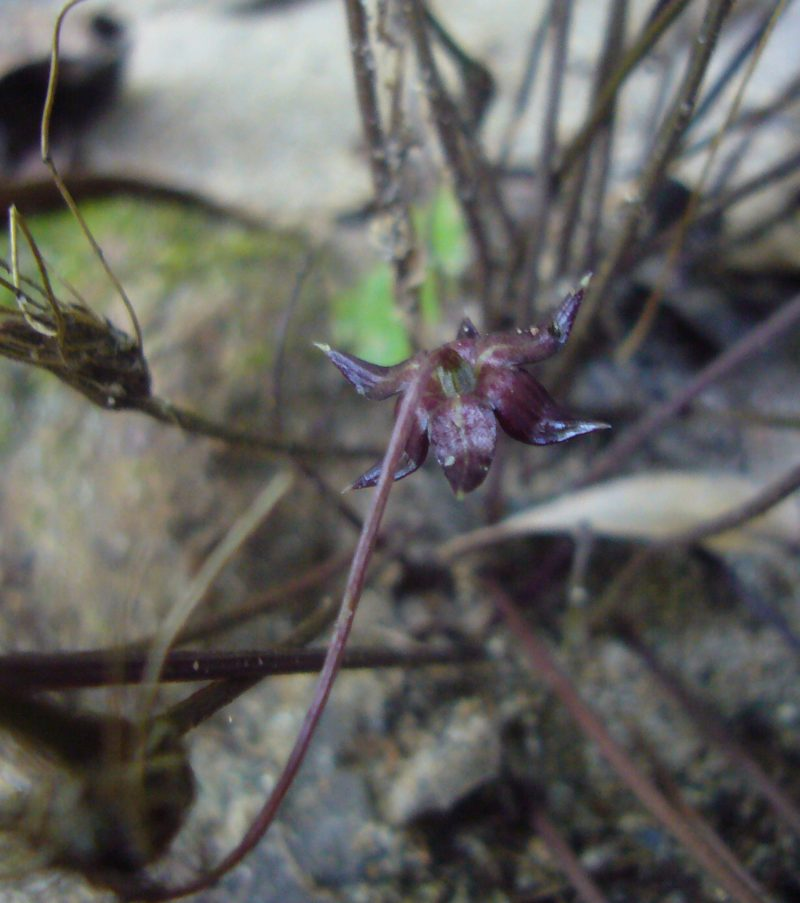
زهرة من أعلى، نيلاجالا، سريلانكا
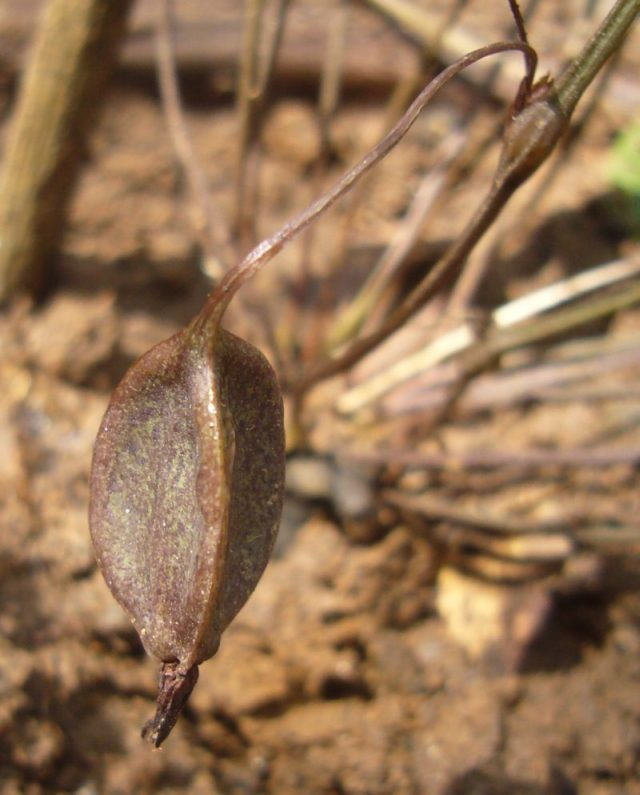
فاكهة، نيلاجالا، سريلانكا